# غيلينتسا
غيلينتسا هي قرية تقع في إقليم كوفاسنا في رومانيا.

## السكان
حسب إحصائيات 2002 بلغ عدد سكان القرية 4,774 نسمة.

## معرض صور

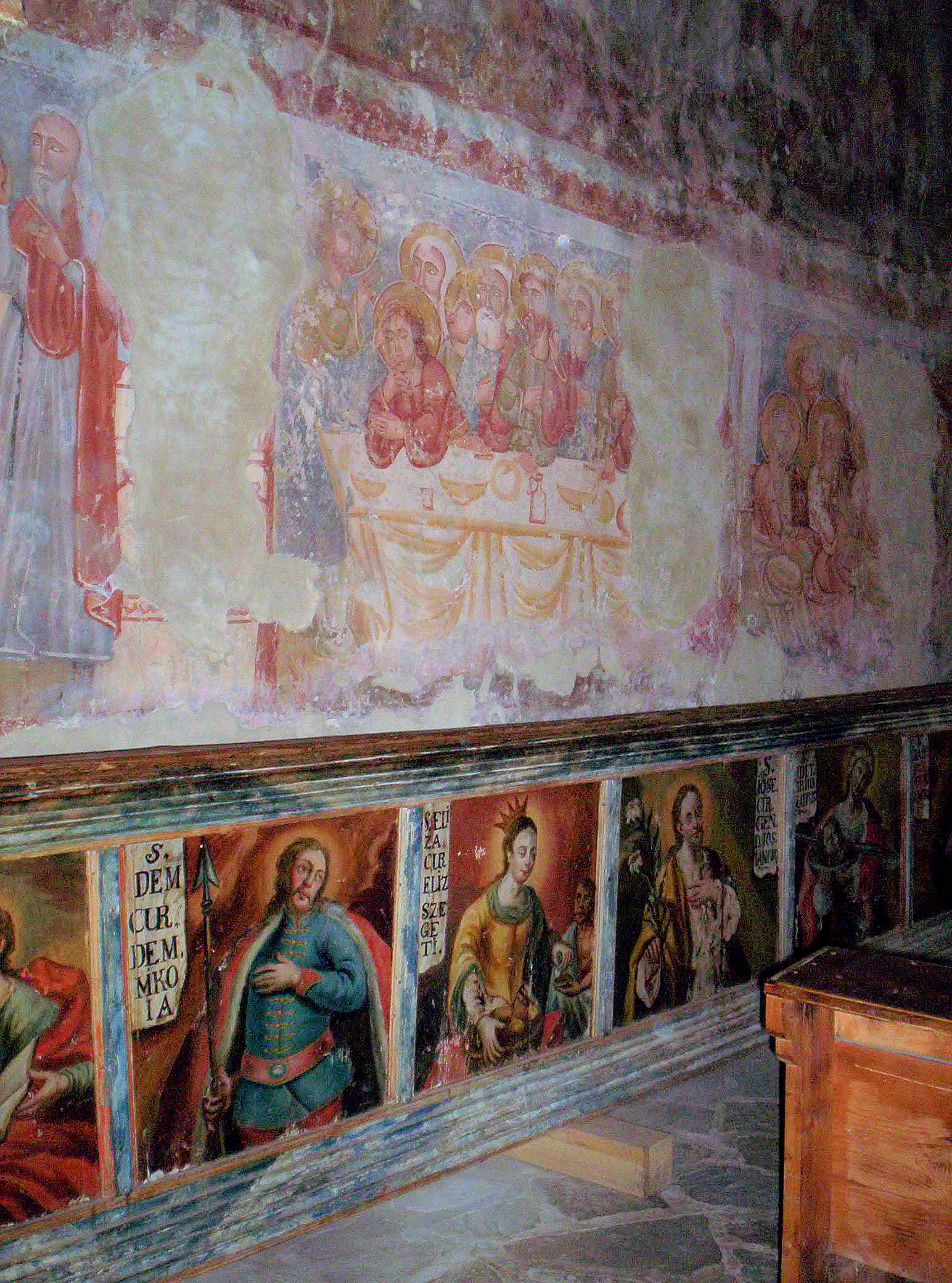
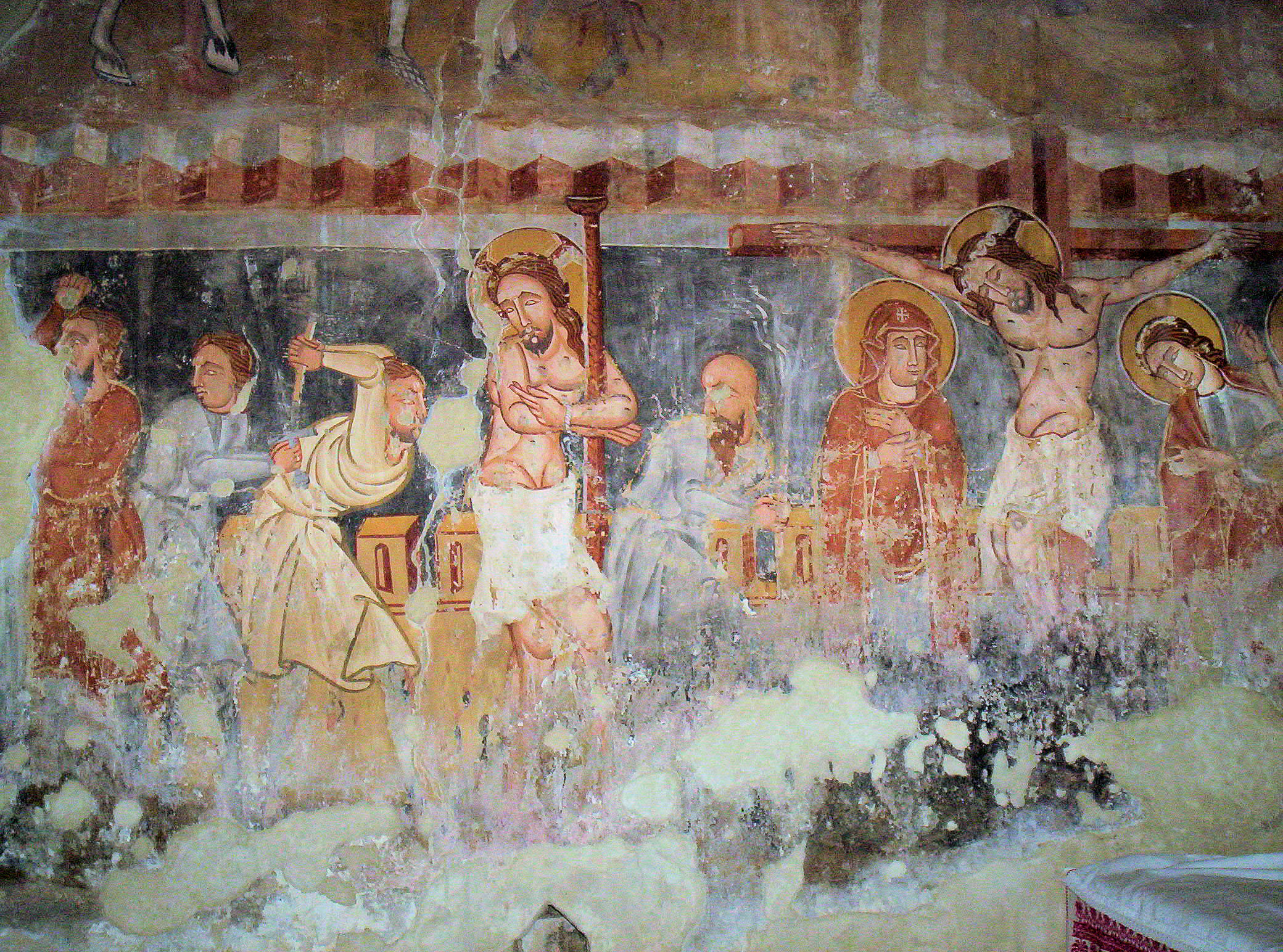
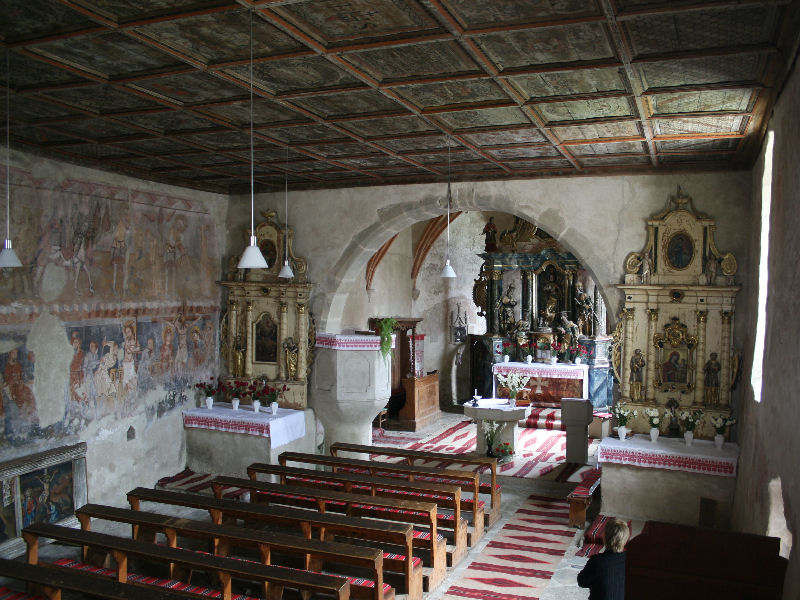
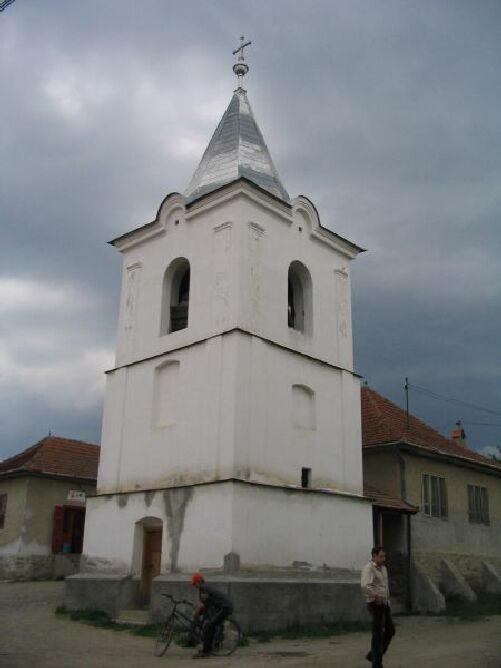
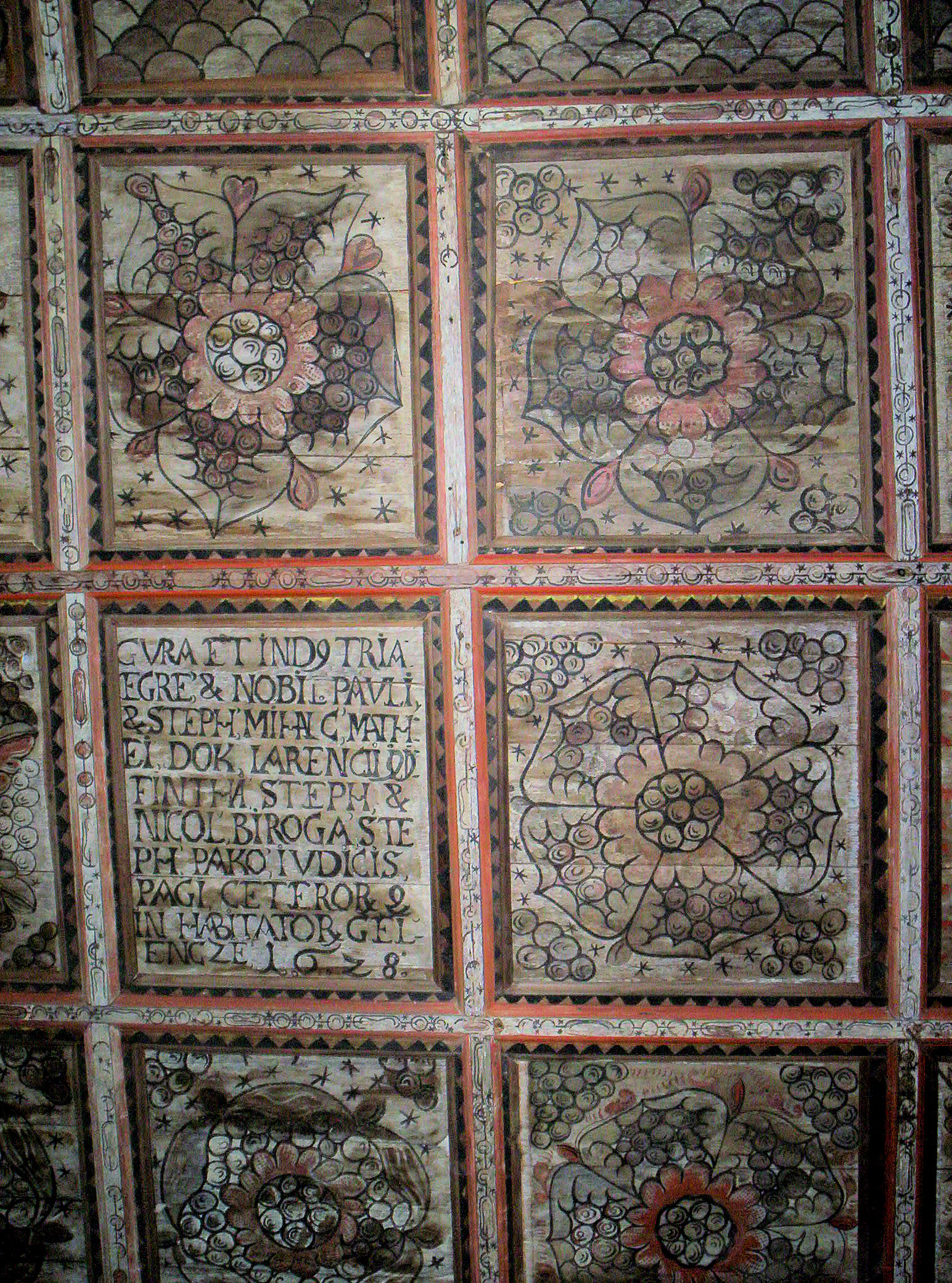